# Margarita Cota-Cárdenas
Margarita Cota-Cárdenas (10 de noviembre de 1941) es una poetisa, escritora y profesora universitaria estadounidense en lengua española. Es una de las voces líricas más importantes de la literatura chicana.

## Biografía
Nace en la pequeña ciudad rural de Heber en California (Estados Unidos), de padre mexicano emigrante y madre hispano-tejana, y se cría en un ambiente campesino. Estudia en Turlock y realiza un posgrado en la Universidad de California en 1968. Después, Margarita se casa y tiene 3 hijos, aunque su matrimonio fracasa y se convierte en madre soltera. Se doctora en la Universidad del estado de Arizona (ASU) en 1980 y un año más tarde consigue en puesto de profesora de literatura chicana en dicha universidad hasta su jubilación. Junto a la también poetisa cubana Eliana Rivero, fundó la editorial Scorpion Press, donde se ha publicado obras en español o de literatura chicana.
Aunque ha frecuentado el relato corto, el teatro (Tiznado)o las novelas (especialmente la novela Puppet, a chicano novella en 1985 y Santuarios del corazón en 2005 ), Margarita Cota-Cárdenas ha centrado su producción literaria en la poesía. Ha publicado dos poemarios titulados Noches despertando inconsciencias en 1975, y Marchitas de mayo en 1989. Toda su obra tiene un reflejo autobiográfico: su entorno bicultural ya que su madre provenía de una familia hispano-estadounidense, el bilingüismo, la emigración, el rol de la mujer en entornos chicanos.
Muchos poemas suyos han sido incluidos en numerosas antologías sobre poesía de Estados Unidos en español, destacando el volumen Siete poetas de 1979, La voz urgente en 1987 o A que sí en 1993.

## Obras
- Noches despertando inconsciencias, poesía (1975)
- Puppet, a chicano novella, novela (1985)
- Marchitas de mayo, poesía (1989)
- Santuarios del corazón, novela (2005)